# Josep Maria Terricabras

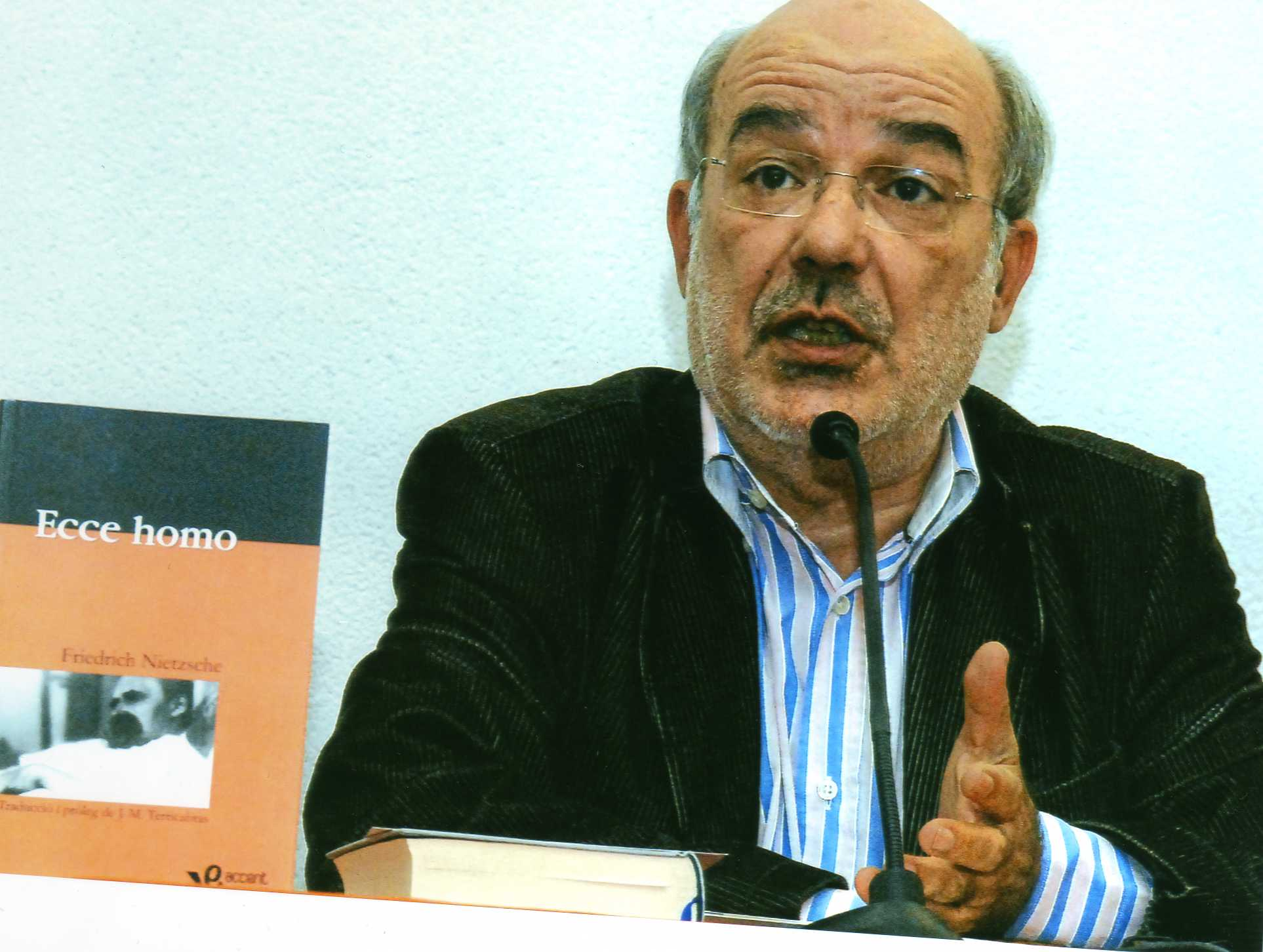
Josep Maria Terricabras, 2009

Josep Maria Terricabras i Nogueras (* 12. Juli 1946 in Calella; † 16. April 2024) war ein spanischer Philosoph und Politiker der Esquerra Republicana de Catalunya.

## Leben
Terricabras studierte Philosophie bis 1972 an der Autonomen Universität Barcelona und promovierte 1977 in Philosophie und Erziehungswissenschaft an der Westfälischen Wilhelms-Universität in Münster. 1985 promovierte er noch einmal in Philosophie in Barcelona.
Von 1978 bis 1988 arbeitete er als Lehrer an spanischen Sekundarschulen. Anschließend war er bis 1995 leitender Dozent an der Autonomen Universität Barcelona. Ab Anfang 1995 hatte er an der Universität Girona eine Professur inne.
Ab 2014 war Terricabras Abgeordneter im Europäischen Parlament. Dort war er Mitglied in der Fraktion der Grünen / Europäische Freie Allianz sowie im Ausschuss für konstitutionelle Fragen, in der Delegation im Gemischten Parlamentarischen Ausschuss EU-Mexiko und in der Delegation in der Parlamentarischen Versammlung Europa-Lateinamerika.
Ab 2008 war er gewähltes Mitglied der Leibniz-Sozietät der Wissenschaften zu Berlin.
Im April 2024 starb Terricabras im Alter von 77 Jahren.

## Werke (Auswahl)
- Ètica i llibertat: un assaig, Curial, 1983. ISBN 8472562107.
- Fer filosofia avui, Edicions 62, 1988. ISBN 8429727698.
- La Comunicació: tòpics i mites de filosofia social, Proa, 1996. ISBN 848256269X.
- Atreveix-te a pensar: la utilitat del pensament rigorós a la vida quotidiana, La Campana, 1998. ISBN 9788488791566.
- Raons i tòpics: catalanisme i anticatalanisme, La Campana, 2001. ISBN 8495616041.
- I a tu, què t'importa?: els valors, la tria personal i l'interès col·lectiu, La Campana, 2002. ISBN 9788495616173.
- Pensem-hi un minut: reflexions sobre política i cultura, lúcides, iròniques, sorprenents, Pòrtic, 2004. ISBN 847306481X.
- Qüestió de criteri, Mina, 2005. ISBN 8496499006.
- Idees de combat: dietari inconvenient, Accent Editorial, 2007. ISBN 9788493609504.
- Ludwig Wittgenstein Tractatus logico-philosophicus, Laia, 1981. ISBN 8472225933.
- Ludwig Wittgenstein Investigacions filosòfiques, Laia, 1983. ISBN 84-7222-583-6.
- Matthew Lipman, Pimi, Universidad Autónoma de Barcelona. ISBN 8474884705.
- Matthew Lipman, Recerca filosòfica: manual d’instruccions per acompanyar La descoberta de l’Aristòtil Mas, Universidad Autónoma de Barcelona, 1989. ISBN 8474886201.
- Introducción a la lógica borrosa, Ariel, 1995. ISBN 8434404826.
- Història del pensament filosòfic i científic, Universidad Abierta de Cataluña, 1997. ISBN 8483187280.
- Teoria del coneixement, Universidad Abierta de Cataluña, 2000. ISBN 8484290050.
- El Pensament filosòfic i científic, Pòrtic, 2001. ISBN 8473066022.
- Què ens expliquen?: com interpretar la informació, Mina, 2006. ISBN 9788496499423.